# Jattadectes mamikheli
Jattadectes mamikheli és una espècie extinta de primat de la família dels plesiadàpids que visqué al subcontinent indi durant l'Eocè inferior. Se n'han trobat restes fòssils a la formació de Mami Khel (nord del Pakistan). Es tracta de l'única espècie reconeguda del gènere Jattadectes. Fou el primer plesiadàpid descobert al subcontinent. El nom genèric Jattadectes és una combinació del nom de Jatta, un poble proper a la localitat tipus, i el de Pronothodectes, un parent proper seu, mentre que el nom específic mamikheli significa ‘de Mami Khel’ en llatí.